# Filfla (île)
Pour les articles homonymes, voir Filfla.
Filfla (orthographié aussi parfois Filfola) est un îlot de l'archipel maltais inhabité accompagné du rocher de Filfoletta.

## Étymologie
Le nom Filfla vient de felfel (فلفل), un mot arabe désignant un grain de poivre.

## Géographie

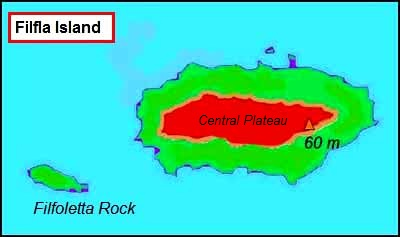
Carte

Filfla et Filfoletta se trouvent au sud-ouest de l'île de Malte, à environ quatre kilomètres et demi des côtes d'Il-Qrendi. Filfla s'étend sur une longueur de 700 mètres et culmine à 60 mètres de hauteur.

## Histoire
Durant la domination britannique (1800-1964) et jusqu'en 1971, l'île servait de cible lors des exercices de la Royal Navy et de la Royal Air Force.
L'ilot fut mentionné dans le cadre du contentieux territorial opposant Malte à la Jamahiriya arabe libyenne au sujet du plateau continental. Cependant, la Cour internationale de justice qui jugea l'affaire en 1985, l'ignora purement et simplement dans son arbitrage,. 

### Formation légendaire
Il existe une légende recueillie par Martine Vanhove qui rapporte que la famille ou les familles qui habitaient il-Maqluba avaient une vie si débridée qu'ils disparurent dans un tremblement de terre qui les engouffra dans le trou de il-Maqluba. Une variante de cette légende veut que ce soit des diables qui attachèrent les maisons de tous ces habitants avec des pierres et lancèrent le tout dans la mer et l'île de Filfla se forma avec eux.

## Faune
Une des caractéristiques de cette petite île est d'être pratiquement inaccessible en raison de ses falaises abruptes. En 1988, elle a été déclarée réserve naturelle pour préserver  l'unique biotope au monde où vit une espèce de lézards noirâtres à taches bleu pâle le Podarcis filfolensis var. filfolensis et une espèce d'escargots Sigmurethra Clausiliidae Lampedusa imitatrix var. gattoi, endémiques à Filfla et ayant survécu aux bombardements de l'armée britannique.
Ces îlots sont aussi un lieu de nidification de trois espèces oiseaux, le Pétrel ou Océanite tempête var. Hydrobates pelagicus melitensis (environ 5 000 couples), le Puffin cendré var. Calonectris diomedea diomeda (environ 200 couples) et le Goéland leucophée var. Larus michahellis (environ 130 couples).
Une femelle de grand requin blanc (Carcharodon carcharias) d’une longueur estimée comprise entre 6,80 et 6,81 m, a été capturée dans les eaux de Filfla, le 17 avril 1987. C'est l'un des plus grands spécimens de cette espèce pris en Méditerranée.
L'environnement naturel est intégré au Réseau Natura 2000.

## Culture et patrimoine

### Patrimoine architectural
Le seul édifice notable construit sur l'île fut une chapelle troglodyte édifiée en 1343 et qui fut détruite lors du séisme du 12 octobre 1856.

### Arts

#### Cinéma
L'île de la Gale (Scab Island dans la version originale) que l'on aperçoit dans le film Popeye (1980) de Robert Altman est en réalité Filfla. 